# Shakespeare Cliff

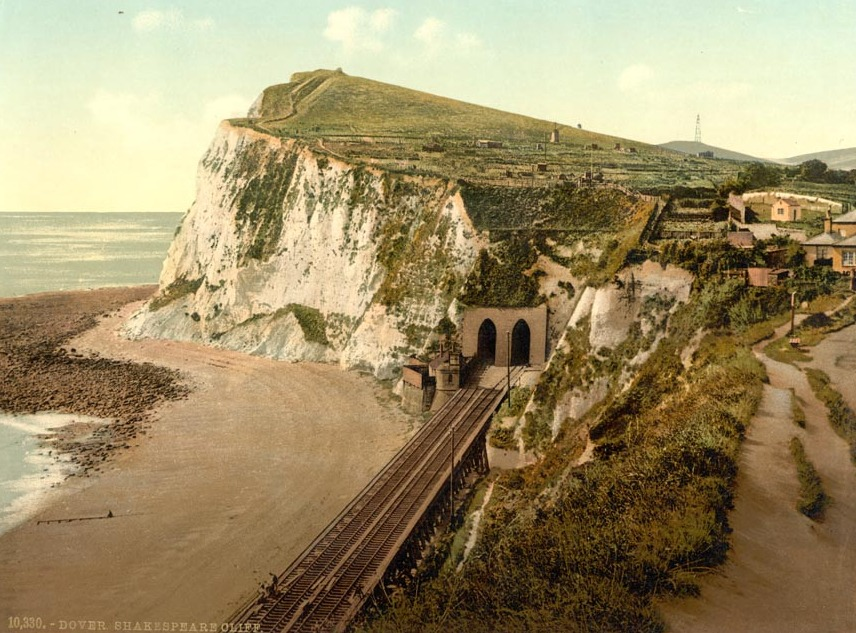
Cliff, östlicher Tunneleingang

Das Shakespeare Cliff ist eine Klippe aus Kreide östlich von Folkestone und unmittelbar westlich von Dover. Es wird von dem Eisenbahntunnel Shakespeare Tunnel durchquert. Westlich des Tunnels liegt der Haltepunkt Shakespeare Cliff Halt. Unterhalb dieser Geländeformation verläuft der Eurotunnel.